# 小行星767
小行星767（767 Bondia）是一颗围绕太阳公转的小行星。1913年9月23日，喬爾·梅特卡夫在温彻斯特描述了此天体。
該小行星以美國天文學家威廉·邦德及喬治·菲利普斯·邦德命名。
这颗小行星的绝对星等为10.2等。

## 相关條目
- 小行星列表/10001-11000

## 外部連結
- Asteroid Lightcurve Database (LCDB) （页面存档备份，存于）, query form (info （页面存档备份，存于）)
- Dictionary of Minor Planet Names, Google books
- Discovery Circumstances: Numbered Minor Planets (10001)-(15000) （页面存档备份，存于） – Minor Planet Center
- 小行星767 at AstDyS-2, Asteroids—Dynamic Site
  - Ephemeris · Observation prediction · Orbital info · Proper elements · Observational info
- NASA JPL小天體瀏覽器上的小行星767

| 前一小行星： 小行星766 | 小行星列表 | 後一小行星： 小行星768 |